# Arquidiócesis de Maringá
La arquidiócesis de Maringá (en latín: Archidioecesis Maringaënsis y en portugués: Arquidiocese de Maringá) es una circunscripción eclesiástica de la Iglesia católica en Brasil. Se trata de una arquidiócesis latina, sede metropolitana de la provincia eclesiástica de Maringá. Desde el 1 de julio de 2020 su arzobispo es Severino Clasen, de la Orden de Frailes Menores.

## Territorio y organización
La arquidiócesis tiene 6298 km² y extiende su jurisdicción sobre los fieles católicos de rito latino residentes en 27 municipios del estado de Paraná: 22 pertenecientes a la mesorregión del Norte Central Paranaense (Maringá, Atalaia, Bom Sucesso, Doutor Camargo, Floraí, Floresta, Itambé, Ivatuba, Jandaia do Sul, , Kaloré, Mandaguaçu, Mandaguari, Marialva, Marumbi, Nova Esperança, Ourizona, Paiçandu, Presidente Castelo Branco, São Jorge do Ivaí, São Pedro do Ivaí, Sarandi y Uniflor) y 5 pertenecientes a la mesorregión del Noroeste Paranaense (Cruzeiro do Sul, Inajá, Jardim Olinda, Paranacity y Paranapoema).
La sede de la arquidiócesis se encuentra en la ciudad de Maringá, en donde se halla la Catedral de Nuestra Señora de la Gloria.
En 2019 en la arquidiócesis existían 58 parroquias agrupadas en 8 regiones pastorales: Castelo Branco, Catedral, Jandaia do Sul, Nossa Senhora Aparecida, Paranacity, Santa Cruz, São José Operário y Sarandi Nossa Senhora das Graças.
La arquidiócesis tiene como sufragáneas a las diócesis de: Campo Mourão, Paranavaí y Umuarama.

## Historia
La diócesis de Maringá fue erigida el 1 de febrero de 1956 con la bula Latissimas partire papa Pío XII, tomando el territorio de la diócesis de Jacarezinho. Originalmente era sufragánea de la arquidiócesis de Curitiba.
El 20 de enero de 1968 cedió una parte de su territorio para la erección de la diócesis de Paranavaí mediante la bula Nil gratius del papa Pablo VI.
El 31 de octubre de 1970 pasó a formar parte de la provincia eclesiástica de la arquidiócesis de Londrina.
El 16 de octubre de 1979 la diócesis fue elevada al rango de arquidiócesis metropolitana con la bula Quamquam est munus del papa Juan Pablo II.
El 3 de mayo de 1981, después de 14 años de obras, fue consagrada la nueva catedral de la arquidiócesis, elevada al rango de basílica menor el 21 de enero de 1982 con la carta apostólica Idcirco potissimum del papa Juan Pablo II.
El 14 de enero de 1995, con la carta apostólica Christifideles archidioecesis, el mismo papa confirmó a la Santísima Virgen María, venerada con el título de Nossa Senhora da Gloria, como patrona de la arquidiócesis.

## Estadísticas
De acuerdo al Anuario Pontificio 2020 la arquidiócesis tenía a fines de 2019 un total de 574 490 fieles bautizados.
| Año                                                                             | Población            | Población | Población      | Sacerdotes | Sacerdotes    | Sacerdotes    | Bautizados por sacerdote | Diáconos permanentes | Religiosos | Religiosos | Parroquias |
| Año                                                                             | Bautizados católicos | Total     | % de católicos | Total      | Clero secular | Clero regular | Bautizados por sacerdote | Diáconos permanentes | Varones    | Mujeres    | Parroquias |
| ------------------------------------------------------------------------------- | -------------------- | --------- | -------------- | ---------- | ------------- | ------------- | ------------------------ | -------------------- | ---------- | ---------- | ---------- |
| 1966                                                                            | 900 000              | 950 000   | 94.7           | 55         | 32            | 23            | 16 363                   |                      | 8          | 80         | 39         |
| 1970                                                                            | 750 000              | 800 000   | 93.8           | 39         | 29            | 10            | 19 230                   |                      | 19         | 95         | 29         |
| 1976                                                                            | 447 519              | 517 519   | 86.5           | 41         | 30            | 11            | 10 915                   |                      | 30         | 30         | 31         |
| 1980                                                                            | 474 000              | 542 000   | 87.5           | 37         | 27            | 10            | 12 810                   |                      | 31         | 145        | 33         |
| 1990                                                                            | 351 000              | 402 000   | 87.3           | 34         | 29            | 5             | 10 323                   |                      | 15         | 125        | 34         |
| 1999                                                                            | 340 000              | 445 000   | 76.4           | 50         | 46            | 4             | 6800                     | 3                    | 13         | 170        | 45         |
| 2000                                                                            | 447 000              | 596 483   | 74.9           | 57         | 52            | 5             | 7842                     | 3                    | 10         | 175        | 47         |
| 2001                                                                            | 452 541              | 603 387   | 75.0           | 59         | 53            | 6             | 7670                     | 3                    | 46         | 134        | 48         |
| 2002                                                                            | 444 893              | 593 191   | 75.0           | 65         | 58            | 7             | 6844                     | 3                    | 25         | 137        | 52         |
| 2003                                                                            | 403 369              | 582 191   | 69.3           | 59         | 53            | 6             | 6836                     | 13                   | 33         | 125        | 51         |
| 2004                                                                            | 428 157              | 611 654   | 70.0           | 59         | 54            | 5             | 7256                     | 13                   | 36         | 126        | 51         |
| 2013                                                                            | 519 000              | 720 000   | 72.1           | 77         | 66            | 11            | 6740                     | 32                   | 38         | 124        | 56         |
| 2016                                                                            | 558 229              | 764 698   | 73.0           | 87         | 76            | 11            | 6416                     | 60                   | 29         | 101        | 56         |
| 2019                                                                            | 574 490              | 786 970   | 73.0           | 84         | 73            | 11            | 6839                     | 57                   | 38         | 89         | 58         |
| Fuente: Catholic-Hierarchy, que a su vez toma los datos del Anuario Pontificio. |                      |           |                |            |               |               |                          |                      |            |            |            |

## Episcopologio
- Jaime Luiz Coelho † (3 de diciembre de 1956-7 de mayo de 1997 retirado)
- Murilo Sebastião Ramos Krieger, S.C.I. (7 de mayo de 1997-20 de febrero de 2002 nombrado arzobispo de Florianópolis)
- João Braz de Aviz (17 de julio de 2002-28 de enero de 2004 nombrado arzobispo de Brasilia)
- Anuar Battisti (29 de septiembre de 2004-20 de noviembre de 2019 renunció)
  - João Mamede Filho (20 de noviembre de 2019-1 de julio de 2020) (administrador apostólico)
- Severino Clasen, O.F.M., desde el 1 de julio de 2020